# أبو القاسم الكلبي
أبو القاسم علي بن الحسن الكلبي المعروف لدى اليونانيين البيزنطيين باسم بولقاسيموس، كان الأمير الثالث لصقلية، حكم من 23 يونيو 970 إلى وفاته في معركة في 13 يوليو 982.

## خلفية
في عام 947، أرسل الحاكم الفاطمي المنصور بنصر الله الحسن بن علي الكلبي لإخضاع ثورة في صقلية، حيث سيواصل تأسيس سلالته الحاكمة،التي عرفت لاحقاً بإمارة بني كلب. وخلف الحسن ابنه أحمد بن الحسن الكلبي عام 954. في عام 969 تم استدعاء أحمد إلى شمال إفريقيا للمساعدة في إخضاع ثورة رجال القبائل البربرية. لفترة وجيزة في عام 969، تم تعيين أحد عبيد أحمد المحررين، يعيش، حاكماً على صقلية. وفي العام التالي، تم ترقية أبو القاسم، شقيق أحمد، إلى منصب الحاكم.

## قاعدة
في ربيع عام 976، أطلق أبو القاسم حملة مداهمة على إيطاليا البيزنطية  كان هدفه الأول هو مدينة ميسينا، التي وجدها مهجورة عند وصوله. ثم انتقل إلى بولية وأخذ الجزية من كزنسة قبل أن يرسل شقيقه لمداهمة المناطق الريفية المحيطة. وسرعان ما عبر المضيق عائداً إلى صقلية.  وفي خلال صيف العام نفسه، عبر أبو القاسم عائداً إلى البر الرئيسي لإيطاليا، حيث سرعان ما أجبر الجزية على الخروج من سانت أجاثا واستولى على طارانت ودمرها. ثم أرسل جيشًا واحدًا إلى أوترانتو بينما كان يحاصر غربينة، قبل أن يتقاعد في الأراضي الإسلامية لمدة عام، ويعيد إلى وطنه مئات الأسرى كعبيد.
في مايو 982، عاد أبو القاسم إلى إيطاليا على أمل مواجهة الإمبراطور الألماني أوتو الثاني حول روسانو، اكتشف أبو القاسم كبر عدد الجيش الألماني وأردك آنذاك أنه قلل من حجمه بشكل كبير، حاول التراجع إلى صقلية، لكن أوتو لحق به حول كابو كولونا، حتى قرر المواجهة والتي تمَّت في معركة ستيلو، حيث تمكنت القوات الإسلامية بقيادته من إحداث هزيمة ساحقة للقوات الألمانية بهجوم قوي غير متوقع من سلاح الفرسان. استطاع فيما بعد الإمبراطور أوتو أن يذهب بالسباحة إلى سفينة تجارية يونانية، لكن أبو القاسم قُتل في الاشتباك.